# Xyloprista praemorsa
Xyloprista praemorsa är en skalbaggsart som först beskrevs av Wilhelm Ferdinand Erichson 1847.  Xyloprista praemorsa ingår i släktet Xyloprista och familjen kapuschongbaggar. Inga underarter finns listade i Catalogue of Life.